# Erzeugungsschlacht
Erzeugungsschlacht war ein 1934 vom damaligen Staatssekretär im Reichsministerium für Ernährung und Landwirtschaft, Herbert Backe, entwickeltes Konzept zur Leistungssteigerung der Nahrungsmittelproduktion. Verkündet wurde das Programm vom Reichslandwirtschaftsminister Richard Walther Darré und Backe auf dem Reichsbauerntag am 17. November 1934 in Goslar. Die erste Erwähnung der „Erzeugungsschlacht“ findet sich jedoch schon 1930 in Darrés Beitrag im Völkischen Beobachter, in dem er eine solche Aktion nach dem Vorbild der „Weizenschlacht“ in Italien von 1925 vordenkt.
Die Erzeugungsschlachten beinhalteten einen Maßnahmenkatalog (Die Zehn Gebote), durch den der Selbstversorgungsgrad in Deutschland bis zur höchsten wirtschaftlich noch möglichen Grenze angehoben werden sollte, um den NS-Staat von Nahrungsmittelimporten möglichst unabhängig zu machen, gerade in Hinblick auf einen neuen Krieg. Die Maßnahmen waren im Einzelnen: Erfassung aller Betriebe, Verbesserung der Böden, Vergrößerung der Anbauflächen für Ölfrüchte, Kredite für die Bauern zur Anschaffung von landwirtschaftlichen Maschinen, Bau von Wohnheimen für Wanderarbeiter, Ausbau der staatlichen Beratung sowie die sparsame und effektive Verwendung der Erzeugnisse. Durch die Erzeugungsschlachten, welche auch im Schulunterricht thematisiert wurden, gelang es dem Deutschen Reich nur teilweise, die Nahrungsmittelautarkie herzustellen. Wo die Preisfestsetzungen durch den Reichsnährstand die Gestehungskosten eines Erzeugnisses nicht deckten, blieb die Erzeugung hinter den Erwartungen zurück. Dies zeigte sich unter anderem bei der Milcherzeugung, bei der die Verantwortung für den Milchpreis vom Reichsnährstand weg auf den Führer und Reichskanzler hinauf gehoben worden war. Vor allem der Mangel an Fett (so genannte Fettlücke) und Hülsenfrüchten konnte bis Kriegsende, trotz der rücksichtslosen Ausplünderung der besetzten Gebiete, nicht kompensiert werden. Das nach dem Missernte-Jahr 1934 als einmalige Propaganda-Aktion gedachte Programm wurde ab 1940 als Kriegserzeugungsschlacht bis 1944 weitergeführt.
Ein ähnliches, deutlich erfolgreicheres Programm der Schweiz während des Zweiten Weltkriegs nannte sich Plan Wahlen.